# Bahnstrecke Condom–Castéra-Verduzan
| Bahnhof Condom. |                      |                                                        |                                                  |
| Streckennummer (SNCF): | 645 000              |                                                        |                                                  |
| Kursbuchstrecke (SNCF): | 135                  |                                                        |                                                  |
| Streckenlänge: | 23,1 km              |                                                        |                                                  |
| Spurweite: | 1435 mm (Normalspur) |                                                        |                                                  |
| Maximale Neigung: | 12 ‰                 |                                                        |                                                  |
| Streckengeschwindigkeit: | 40 km/h              |                                                        |                                                  |
| |                      |                                                        |                                                  |
| \| \| \| Bahnstrecke Port-Sainte-Marie–Riscle v. Port-Ste-Marie \| \| \| \| 154,9 \| Condom \| 81 m \| \| \| 155,1 \| Streckenende \| Streckenende \| \| \| \| D 931 (ehem. N 131) \| \| \| \| ~156,2 \| Bahnstrecke Port-Sainte-Marie–Riscle nach Riscle \| Bahnstrecke Port-Sainte-Marie–Riscle nach Riscle \| \| \| 165,1 \| Valence-sur-Baïse \| 85 m \| \| \| ~165,4 \| D 939 (ehem. N 130) \| D 939 (ehem. N 130) \| \| \| 165,8 \| Baïse (26 m) \| Baïse (26 m) \| \| \| ~166,2 \| D 930 (ehem. N 639) \| D 930 (ehem. N 639) \| \| \| 172,2 \| Ayguetinte \| 100 m \| \| \| ~174,5 \| D 930 (ehem. N 130) \| D 930 (ehem. N 130) \| \| \| 176,0 \| Castéra-les-Bains \| 120 m \| \| \| ~177,6 \| Bahnstrecke Eauze–Auch von Eauze \| Bahnstrecke Eauze–Auch von Eauze \| \| \| ~177,7 \| Auloue \| Auloue \| \| \| 178,0 34,8 \| Castéra-Verduzan \| 116 m \| \| \| \| Bahnstrecke Eauze–Auch nach Auch \| \| \| \| \| \| \| \| Kilometrierung von Bordeaux-St-Jean über Port-Ste-Marie. \| \| \| \| |                      |                                                        |                                                  |
| |                      | Bahnstrecke Port-Sainte-Marie–Riscle v. Port-Ste-Marie |                                                  |
| Dienststation / Betriebs- oder Güterbahnhof | 154,9                | Condom                                                 | 81 m                                             |
| | 155,1                | Streckenende                                           | Streckenende                                     |
| Bahnübergang (Strecke außer Betrieb) |                      | D 931 (ehem. N 131)                                    | D 931 (ehem. N 131)                              |
| Abzweig geradeaus und nach rechts (Strecke außer Betrieb) | ~156,2               | Bahnstrecke Port-Sainte-Marie–Riscle nach Riscle       | Bahnstrecke Port-Sainte-Marie–Riscle nach Riscle |
| Bahnhof (Strecke außer Betrieb) | 165,1                | Valence-sur-Baïse                                      | 85 m                                             |
| Bahnübergang (Strecke außer Betrieb) | ~165,4               | D 939 (ehem. N 130)                                    | D 939 (ehem. N 130)                              |
| Brücke über Wasserlauf (Strecke außer Betrieb) | 165,8                | Baïse (26 m)                                           | Baïse (26 m)                                     |
| Bahnübergang (Strecke außer Betrieb) | ~166,2               | D 930 (ehem. N 639)                                    | D 930 (ehem. N 639)                              |
| Bahnhof (Strecke außer Betrieb) | 172,2                | Ayguetinte                                             | 100 m                                            |
| Brücke (Strecke außer Betrieb) | ~174,5               | D 930 (ehem. N 130)                                    | D 930 (ehem. N 130)                              |
| Haltepunkt / Haltestelle (Strecke außer Betrieb) | 176,0                | Castéra-les-Bains                                      | 120 m                                            |
| Abzweig geradeaus und von rechts (Strecke außer Betrieb) | ~177,6               | Bahnstrecke Eauze–Auch von Eauze                       | Bahnstrecke Eauze–Auch von Eauze                 |
| Brücke über Wasserlauf (Strecke außer Betrieb) | ~177,7               | Auloue                                                 | Auloue                                           |
| Bahnhof (Strecke außer Betrieb) | 178,0 34,8           | Castéra-Verduzan                                       | 116 m                                            |
| |                      | Bahnstrecke Eauze–Auch nach Auch                       |                                                  |
| |                      |                                                        |                                                  |
| Kilometrierung von Bordeaux-St-Jean über Port-Ste-Marie. |                      |                                                        |                                                  |

Die Bahnstrecke Condom–Castéra-Verduzan war eine 25 km lange, eingleisige Eisenbahnstrecke, die im Gers im Südwesten Frankreichs lag. Sie verlief für nur wenige Jahre in Nord-Süd-Richtung und verband auf kürzestem Weg die von Port-Sainte-Marie kommende Bahnstrecke Port-Sainte-Marie–Riscle mit der nach Auch führenden Bahnstrecke Eauze–Auch. Sie gehörte zu den zuletzt fertig gestellten Strecken Frankreichs.

## Geschichte

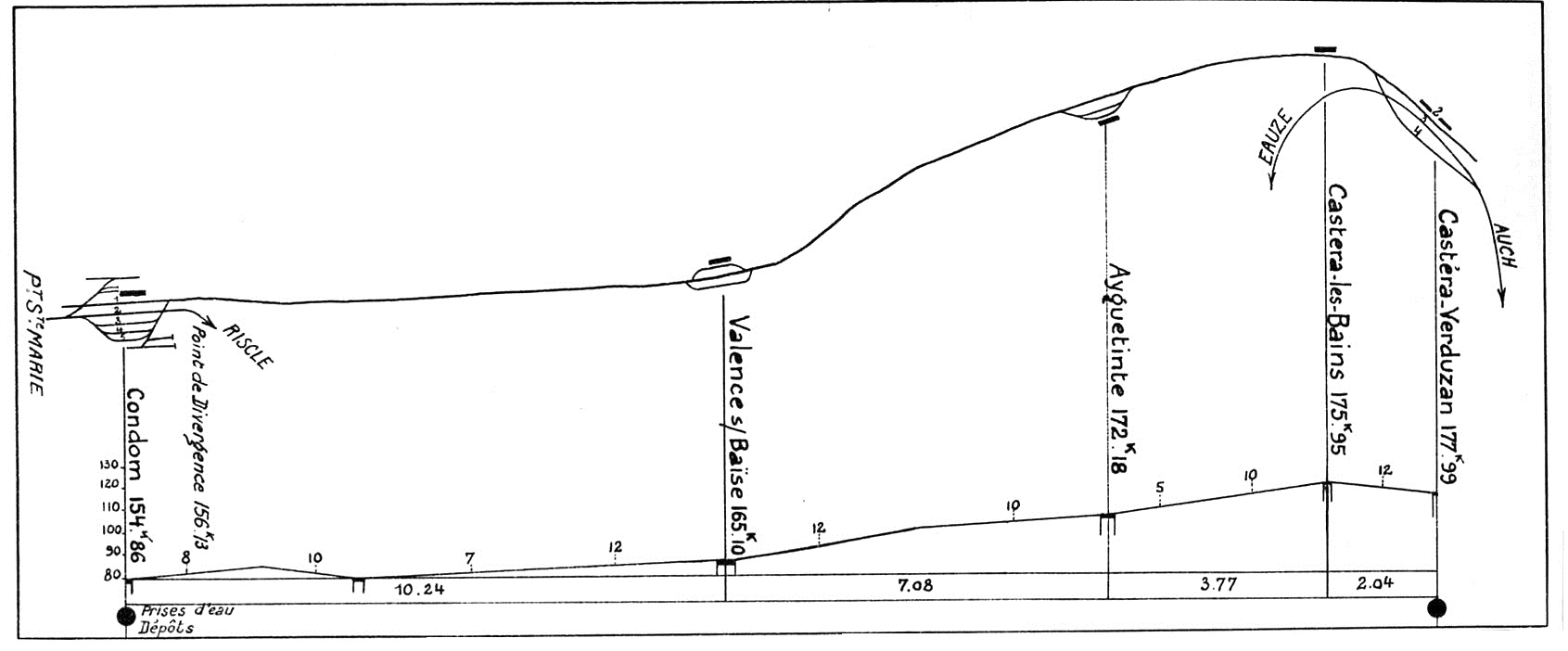
Profil der Strecke.

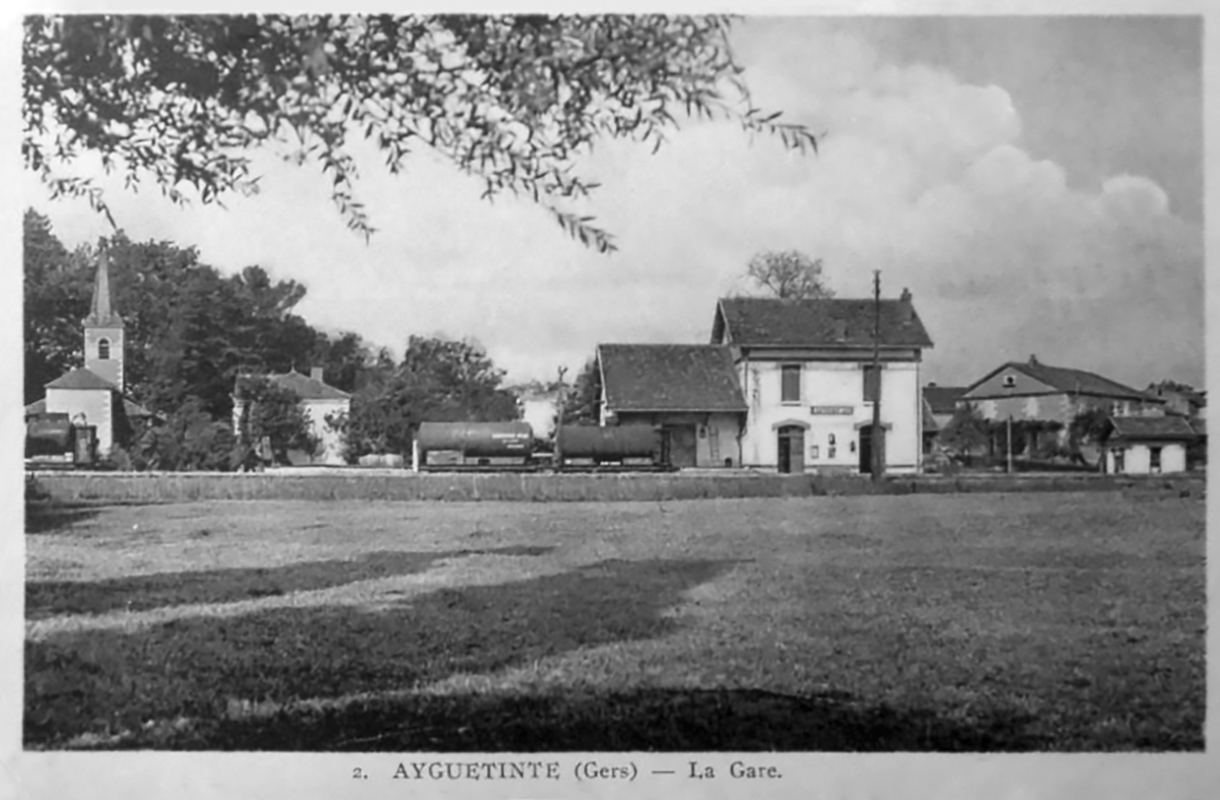
Bahnhof Ayguetinte.

Im Département Gers war die Compagnie des chemins de fer du Midi das größte Bahnunternehmen zu dieser Zeit, doch war ihr Stern bereits im Sinken. 1907 wurde zwischen der Gesellschaft und dem Ministerium für öffentliche Arbeiten eine Konzessionsvereinbarung unterzeichnet, die die Streckenführung auf sie übertrug. Zwei Monate später wurde diese Vereinbarung gesetzlich genehmigt und gleichzeitig ihre Gemeinnützigkeit ausgesprochen. Obwohl die Streckenführung wenig anspruchsvoll war, dauerte es bis zum 8. Juni 1925, bis die Eröffnung stattfand. Knapp 14 Jahre später, am 15. Mai 1939, schloss der Personenverkehr, kaum 18 Monate nach Übernahme durch die SNCF. Der Güterverkehr folgte ein Jahr später und bereits zum 30. November 1941 wurde die Strecke entwidmet und wenig später abgebaut.
Der Bahnhof Castéra-Verduzan war reiner Knoten- und Trennungsbahnhof auf dem Gemeindegebiet. Bedeutung für den Personenverkehr hatte der nahe gelegene Haltepunkt mit dem Namen Castéra-les-Bains.
Heute erinnert nur noch wenig an die damalige Strecke. Die Bahnhofsgebäude in Valence-sur-Baïse und Ayguetinte existieren noch, wurden als Wohnhaus umgenutzt und umgebaut. Auch der Bahnhof am Anfangspunkt in Condom ist noch existent. Am Endpunkt der Strecke ist das Bahnhofsgebäude heute das Büro des Betriebshofs der Gemeinde.